# Швендибах
Швендибах (нем. Schwendibach) — бывшая коммуна в Швейцарии, в кантоне Берн.
Входила в состав округа Тун. 1 января 2020 года вошла в состав коммуны Штеффисбург. 
Население составляет 254 человека (на 31 декабря 2006 года). Официальный код — 937.